# Daniel Ernest Flores
Daniel Ernest Flores (Palacios, 28 agosto 1961) è un vescovo cattolico statunitense, dal 9 dicembre 2009 vescovo di Brownsville.

## Biografia
Daniel Ernest Flores è nato a Palacios, in Texas, il 28 agosto 1961 da Javier Flores e Lydia Dilley. Entrambi erano nati da famiglie stabilitesi da tempo intorno alla città di Zapata, in Texas, con radici su entrambi i lati del confine tra Texas e Messico. Si sono sposati a Corpus Christi nel 1958, e hanno iniziato a crescere la loro famiglia in quella città. Durante i primi anni del loro matrimonio, cercando lavoro per mantenere la sua famiglia, il padre del vescovo Flores ha lavorato nell'edilizia, e per questo motivo la famiglia si è trasferita frequentemente. Hanno vissuto per un certo periodo in varie città, come Palacios, in Texas; Luling, in Louisiana; Meridian, in Mississippi; McAllen, in Texas, e Zapata, in Texas. Tornavano a Corpus Christi ogni volta c'era del lavoro disponibile nella zona. Il vescovo Daniel Flores, è il secondo figlio di Fernando e Lydia ed è stato battezzato nella chiesa di Nostra Signora di Lourdes a Zapata. Ha ricevuto la prima comunione e la cresima nella chiesa di San Paolo Apostolo nella zona di Flour Bluff a Corpus Christi.
Il padre del vescovo è morto nel 1984 e nello stesso anno è morta anche la nonna materna, Teresa Dilley che era sempre stata una parte intima della famiglia Flores-Dilley. Sua madre vive a Corpus Christi, in Texas. Ha due fratelli, Billie e Javier, una sorella, Teresa, e numerosi nipoti. Mantiene anche stretti rapporti con zie, cugini e altri rapporti familiari instaurati negli anni.

### Formazione e ministero sacerdotale
Nel 1979 si è diplomato alla Flour Bluff High School. Durante il liceo, ha iniziato a considerare la possibilità di entrare in seminario. Ha frequentato l'Università del Texas ad Austin per due anni, prima di intraprendere gli studi per il sacerdozio. Nel 1981 è entrato nel seminario "Santissima Trinità", un'istituzione associata all'Università di Dallas. Nel 1983 ha conseguito il Bachelor of Arts in filosofia e nel 1987 il Master of Divinity.
Il 30 gennaio 1988 è stato ordinato presbitero per la diocesi di Corpus Christi da monsignor René Henry Gracida. In seguito è stato vicario parrocchiale della parrocchia della cattedrale del Corpus Domini a Corpus Christi, segretario del vescovo René Henry Gracida, vice-cancelliere e cerimoniere dal 1988 al 1989; rettore della Saint John Vianney House of Studies dal 1989 al 1997 e vicario episcopale per la formazione e l'educazione sacerdotale e direttore delle vocazioni sacerdotali dal 1992 al 1997. Nel settembre 1997 è stato inviato a Roma per studi. Ha preso residenza presso la Casa Santa Maria del Pontificio collegio americano del Nord. Ha conseguito la licenza nel 1999 e il dottorato nel 2001 in teologia presso la Pontificia università "San Tommaso d'Aquino".
Nell'agosto del 2001 è stato inviato a prestare servizio nella diocesi di Galveston-Houston come parte dello staff della facoltà di formazione del seminario "Santa Maria" e della scuola di teologia dell'Università di San Tommaso a Houston. Ha tenuto corsi di patristica, teologia medievale e tomistica e letteratura cattolica moderna. Nel giugno del 2002 è stato nominato vice-rettore del seminario "Santa Maria". Nel settembre del 2005 il vescovo Edmond Carmody lo ha nominato rettore della cattedrale del Corpus Domini a Corpus Christi. Durante l'anno scolastico 2005-2006, ha amministrato la cattedrale di Corpus Christi mentre completava i suoi incarichi di docenza in seminario a Houston. Nel giugno del 2006 è tornato nella diocesi di Corpus Christi per assumere la carica di rettore della cattedrale a tempo pieno.
Il 15 luglio 1995 è stato nominato cappellano di Sua Santità.

### Ministero episcopale
Il 28 ottobre 2006 papa Benedetto XVI lo ha nominato vescovo ausiliare di Detroit e titolare di Cozila. Ha ricevuto l'ordinazione episcopale il 29 novembre successivo dal cardinale Adam Joseph Maida, arcivescovo metropolita di Detroit, co-consacranti il vescovo di Corpus Christi Edmond Carmody e il vescovo emerito della stessa diocesi René Henry Gracida. Al momento dell'ordinazione era il vescovo più giovane del paese.
Riconoscendo la crescente popolazione di cattolici di origine ispanica nell'arcidiocesi di Detroit, il cardinale Maida ha assegnato al vescovo Flores l'incarico di sovrintendere al ministero ispanico nell'arcidiocesi. Allo stesso tempo, gli ha affidato la sua responsabilità su una regione della stessa e lo ha nominato docente di teologia al seminario maggiore "Sacro Cuore" di Detroit. Tempo dopo, gli è stato assegnato l'incarico di delegato del cardinale per gli affari dei cattolici neri e moderatore delle questioni relative agli ospedali cattolici dell'arcidiocesi.
Il 9 dicembre 2009 papa Benedetto XVI lo ha nominato vescovo di Brownsville. Ha preso possesso della diocesi il 2 febbraio successivo con una cerimonia nella basilica di Nostra Signora di San Juan del Valle.
Nel marzo del 2012 e nel gennaio del 2020 ha compiuto la visita ad limina.
In seno alla Conferenza dei vescovi cattolici degli Stati Uniti è presidente del comitato per la diversità culturale nella Chiesa e membro del comitato ad hoc per la libertà religiosa, del comitato per il culto divino, del sottocomitato per le attività per la vita, del comitato per gli affari ecumenici e interreligiosi e della task force per la formazione della fede e la pratica sacramentale. È anche membro del Consiglio di amministrazione di Catholic Relief Services (CRS), il braccio caritatevole della Conferenza episcopale per l'assistenza internazionale.
Il 15 marzo 2023 il cardinale Mario Grech, segretario generale del Sinodo dei vescovi, lo ha nominato membro della commissione preparatoria per la realizzazione della XVI assemblea generale ordinaria del Sinodo dei vescovi che si terrà nella Città del Vaticano dal 4 al 29 ottobre 2023 sul tema "Per una Chiesa sinodale: comunione, partecipazione e missione".
Oltre all'inglese e lo spagnolo, conosce l'italiano ed il latino.

## Genealogia episcopale e successione apostolica
La genealogia episcopale è:
- Cardinale Scipione Rebiba
- Cardinale Giulio Antonio Santori
- Cardinale Girolamo Bernerio, O.P.
- Arcivescovo Galeazzo Sanvitale
- Cardinale Ludovico Ludovisi
- Cardinale Luigi Caetani
- Cardinale Ulderico Carpegna
- Cardinale Paluzzo Paluzzi Altieri degli Albertoni
- Papa Benedetto XIII
- Papa Benedetto XIV
- Papa Clemente XIII
- Cardinale Marcantonio Colonna
- Cardinale Giacinto Sigismondo Gerdil
- Cardinale Giulio Maria della Somaglia
- Cardinale Carlo Odescalchi, S.I.
- Cardinale Costantino Patrizi Naro
- Cardinale Lucido Maria Parocchi
- Papa Pio X
- Cardinale Gaetano De Lai
- Cardinale Raffaele Carlo Rossi, O.C.D.
- Cardinale Amleto Giovanni Cicognani
- Cardinale Pio Laghi
- Cardinale Adam Joseph Maida
- Vescovo Daniel Ernest Flores

La successione apostolica è:
- Vescovo Mario Alberto Avilés Campos, C.O. (2018)

## Araldica
| Stemma | Titolare                                    | Descrizione |
|        | Daniel Ernest Flores Vescovo di Brownsville | Partito: al primo di rosso, alla fascia merlata e scanalata rovesciata d'argento, accompagnata in capo dalla mezzaluna montante dello stesso e in punta dalla croce latina dello stesso, attraversata dalla lancia d'oro e dalla canna con la spugna dello stesso in decusse, legati da una corona di spine dello stesso; al secondo trinciato: al I di rosso all'ostensorio d'oro con l'ostia d'argento, al II d'argento alla rosa di rosso, bottonata e punteggiata di verde; alla banda ondata ritrinciata ondata d'oro e d'azzurro, attraversante sulla trinciatura. Ornamenti esteriori da vescovo. Motto: "Verbum mittitur spirans amorem" ("La parola è inviata respirando amore"). |